# Dan Jurgens
Dan Jurgens (27 de junio de 1959) es un escritor y dibujante de historietas estadounidense. Es conocido principalmente por crear a personajes como Booster Gold, Doomsday y Hank Henshaw así como por su largo trabajo en los títulos de Superman como The Adventures of Superman, Superman (Vol. 2) y Action Comics de la editorial DC Comics, en donde trabajó en el arco argumental «La muerte de Superman» en 1992.
Para la editorial Marvel Comics trabajó en series como Capitán América, The Sensational Spider-Man y fue el escritor de Thor por seis años. También tuvo un breve periodo como escritor y artista en Solar para Valiant Comics en 1995.

## Carrera

### Década de 1980
Después de graduarse del Minneapolis College of Art and Design en 1981, el primer trabajo profesional en la industria del cómic de Jurgens fue para la editorial DC Comics en The Warlord #63 (noviembre de 1982). Fue contratado debido a una recomendación del creador de Warlord, Mike Grell, quien quedó profundamente impresionado por el trabajo de Jurgens después de que le mostraran su portafolio privado en una convención. En 1984, Jurgens fue el artista de la serie limitada Sun Devils (julio de 1984 a junio de 1985), junto con los escritores Gerry Conway y Roy Thomas; Jurgens debutó como escritor de cómics en ese mismo título, comenzó a escribir los guiones de las tramas de Conway en el número 8 (febrero de 1985) y asumió por completo el rol de escritor en el número 10 (abril de 1985). En 1985, Jurgens creó el personaje Booster Gold,  quien se convirtió en miembro de la Liga de la Justicia. Jurgens fue uno de los contribuyentes de la serie limitada DC Challenge en 1986. Su primer trabajo en un título de Superman fue como dibujante para The Adventures of Superman Annual #1 (1987). En 1988, Jurgens aportó  arte en lápiz para las historias cortas de Deadman escritos por Mike Baron en la antología de corta duración Action Comics Weekly de los números 601 al 612. Después trabajó como artista de Green Arrow con el escritor Mike Grell de 1988 a 1990. En 1989, Jurgens comenzó a trabajar a tiempo completo en una serie de Superman, como escritor y dibujante del título mensual The Adventures of Superman.

### Década de 1990
Jurgens fue el dibujante de la serie limitada Armageddon 2001 de 1991 y cocreó al héroe Waverider con Archie Goodwin. Jurgens ayudó a la escritora Louise Simonson y al artista Jon Bogdanove a lanzar un nuevo título de Superman, Superman: The Man of Steel en julio de 1991  y se volvió el escritor y dibujante principal del cómic principal, Superman, en el número 57 (julio de 1991). Creó a un héroe secundario llamado Agente de la Libertad en el número 60 (octubre de 1991) y luego trabajó en el crossover «Panic in the Sky» en 1992. Durante su etapa en Superman, Jurgens creó dos villanos principales, Doomsday y Cyborg Superman. Doomsday fue el antagonista principal de la historia «La muerte de Superman», en la que el icónico héroe fue asesinado en un número compuesto enteramente de páginas dobles. El Cyborg Superman era un personaje existente que Jurgens reintrodujo en Las aventuras de Superman #500 para la historia de «El reinado de los superhombres». Jurgens escribió y dibujó Justice League America (#61-77 abril de 1992 a julio de 1993) y en 1993 dibujó la miniserie de cuatro números Metal Men, que fue una reedición de su historia de origen. Jurgens escribió y dibujó el crossover Hora Cero: Crisis en el tiempo  y la miniserie Superman/Doomsday: Hunter/Prey, ambas en 1994.
Jurgens escribió el guion y creó el diseño artístico para la miniserie Superman vs. Aliens. La historia presentó una batalla entre Superman y los extraterrestres creados por H. R. Giger conocidos como Xenomorfos, de la serie de películas Alien; esta miniserie fue copublicada por Dark Horse Comics y DC Comics en 1995. Ese mismo año, abandonó su rol como dibujante de Superman y fue el escritor y dibujante del #46 de Solar de Valiant Comics, en el que trabajó con el entintador Dick Giordano; el dibujante Tom Grindberg se unió al título en los números 51-54 después de que Jurgens dejó las tareas de dibujo en el #50. En 1996, Jurgens y el artista italiano Claudio Castellini trabajaron en el entonces muy publicitado crossover Marvel vs DC. Jurgens fue uno de los muchos creadores que trabajaron en el one-shot Superman: The Wedding Album en 1996, que mostraba el matrimonio de Superman con Lois Lane. Jurgens desarrolló el sello editorial Tangent Comics para DC el año siguiente.
En enero de 1996, Jurgens fue escritor y dibujante de la nueva serie de Spider-Man, The Sensational Spider-Man, para Marvel Comics. El título fue concebido inicialmente para ser el escaparate del nuevo Spider-Man, Ben Reilly, y los siete números iniciales (#0-6, enero a julio de 1996) fueron escritos y dibujados por Jurgens. Jurgens presionó fuertemente para restaurar a Peter Parker como el verdadero Spider-Man y se planeó que eso ocurriera en poco tiempo, pero Bob Harras, el nuevo editor en jefe, exigió que se pospusiera hasta después de la historia «Onslaught». Para ese momento, Jürgens se había desilusionado con la inmensa cantidad de planificación grupal y los constantes cambios de ideas y dirección, tomo esto como la gota que colmó el vaso y renunció al título. En una entrevista varios años después de su periodo en Spider-Man, Jurgens declaró que le gustaría tener otra oportunidad con el personaje, ya que su trabajo fue con Ben Reilly durante la «Saga del Clon» y no con Peter Parker.[cita requerida]
Jurgens escribió y dibujó Teen Titans (vol. 2) durante los 24 números que duró la serie (octubre de 1996 a septiembre de 1998). George Pérez, el cocreador de The New Teen Titans, trabajó como entintador durante los primeros 15 números de la serie. Después de 10 años trabajando en cómics de Superman, Jurgens terminó periodo con escritor del personaje con Superman vol. 2 #150 (noviembre de 1999). También en 1999, Jurgens fue escritor y diseñador de arte de la novela gráfica en formato tabloide Superman/ Fantastic Four, con arte terminado de su antiguo entintador de Las aventuras de Superman, Art Thibert. Jurgens trabajó con Marvel Comics escribiendo Thor vol. 2 con dibujo de John Romita Jr. y como escritor y artista en Captain America vol. 3. Aún en ese mismo año, Jurgens fue el primer escritor de la serie de cómics Tomb Raider: The Series, licenciada a Top Cow Productions e Image Comics; el número debut de Tomb Raider fue el cómic número uno en ventas de ese año.[cita requerida] Jurgens fue el escritor de la serie hasta el número 21.

### Década de 2000
En el  año 2000, Jurgens fue el escritor y proporcionó diseños de arte para la miniserie «de prestigio» de cuatro números Titans/Legion of Super-Heroes: Universe Ablaze, con dibujo acabado de Phil Jimenez. Jurgens escribió Aquaman vol. 3 desde el número 63 (enero de 2000) hasta su cancelación con el número 75 (enero de 2001). En noviembre de 2002, escribió y dibujó la miniserie semanal de cuatro números Superman: Day of Doom (enero de 2003), que marcó el décimo aniversario de la «La muerte de Superman» de 1992. Después de una pausa en el trabajo en cómics, regresó a DC Comics, con diseños de arte para la historia principal del especial Infinite Crisis Secret Files 2006 (abril de 2006) además de proporcioanar arte para la serie semanal 52 y la serie limitada de seis números Crisis Aftermath: The Battle For Blüdhaven escrita por Jimmy Palmiotti y Justin Grey. Jurgens colaboró con el escritor Marv Wolfman en la serie Nightwing de los números 125 al 128. Para la serie Metamorpho: Year One, Jurgens fue escritor y dibujante de los primeros dos números, mientras que Mike Norton dibujó los números 3 al 6. Jurgens fue el escritor y artista de las historias de respaldo «Historia del Multiverso» que aparecieron en el título semanal Countdown to Final Crisis del número 49 al 38. En la Comic Con de Los Ángeles de marzo de 2007, DC anunció una nueva serie regular de Booster Gold escrita por Geoff Johns, dibujada por Jurgens y entintada por Norm Rapmund que comenzaría poco después del final de 52. Fue el escritor de la serie limitada Tangent: Superman's Reign en 2008, revisitando los personajes de Tangent Comics, y escribió e ilustró un número de The Brave and the Bold vol. 2 No. 23 (julio de 2009), en el que participaron Booster Gold y Magog.

### Década de 2010

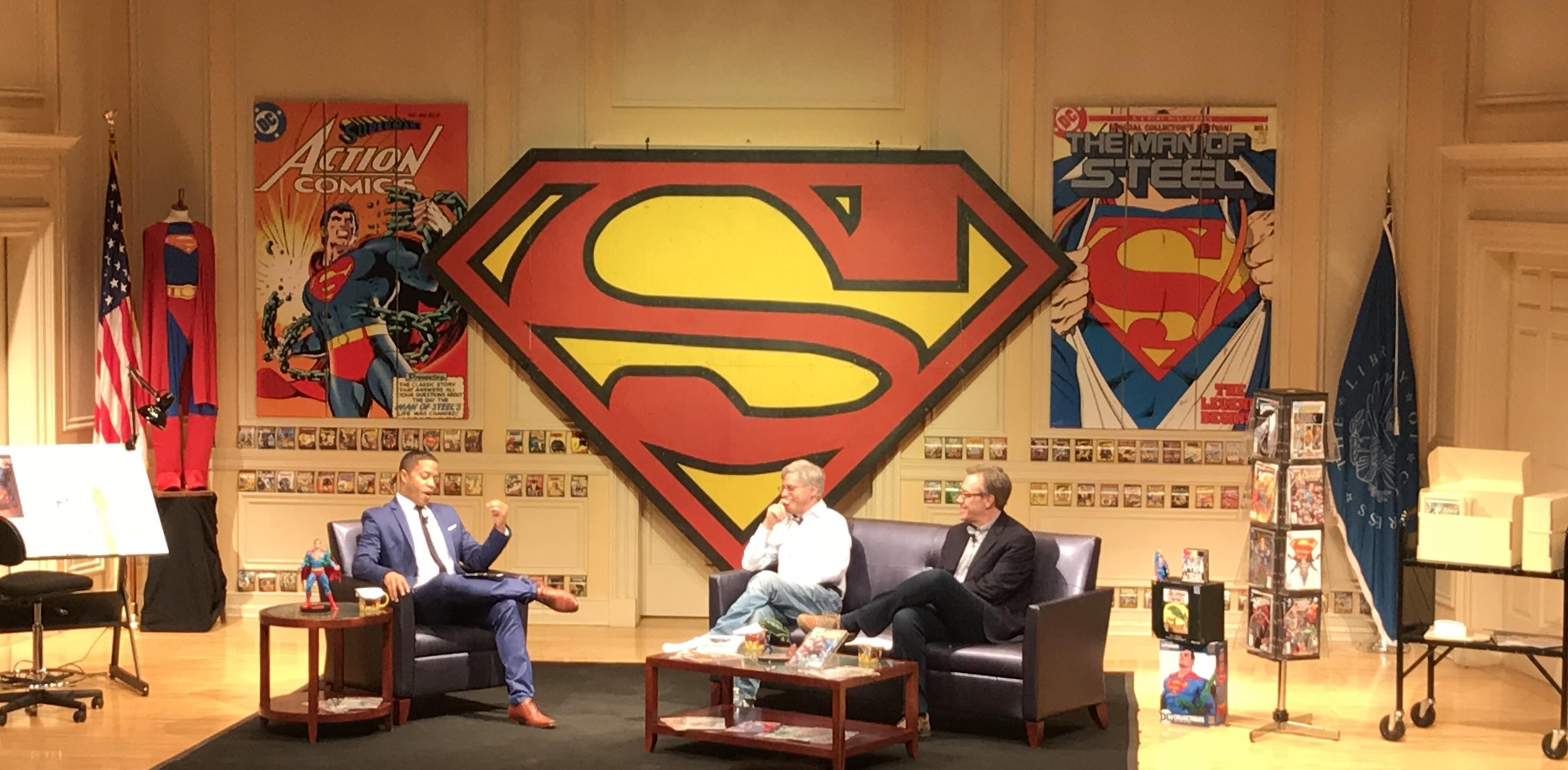
La Biblioteca del Congreso organizó una discusión con Dan Jurgens y Paul Levitz con motivo del aniversario 80 de Superman y el número 1.000 de Action Comics.

Jurgens estuvo entre los talentos creativos a cargo del relanzamiento de The New 52 de DC Comics en 2011, como escritor de la nueva serie Justice League International, con el artista Aaron Lopresti, y como artista de la nueva serie Green Arrow con el escritor JT Krul y el entintador George Pérez; fue el coguionista de Green Arrow con Keith Giffen en los números 3 al 6. DC anunció en octubre de 2011 que Jurgens regresaría a trabajar en Superman, coescribiendo y dibujando su serie homónima con Giffen. Su primer número fue el 7 (mayo de 2012). Durante 2012 y 2013, Jurgens fue escritor y artista de Fury of the Firestorms: The Nuclear Men de los números 13 al 20, cuando la serie fue cancelada. En 2014, él y Giffen, junto con Jeff Lemire y Brian Azzarello, coescribieron The New 52: Futures End. En 2015, Jurgens se convirtió en el escritor de Batman Beyond, comenzando con el #1 en junio.  Fue escritor de la miniserie de dos números Convergence: Superman en 2015 y el escritor de Superman: Lois y Clark de 2015 a 2016. Como parte del relanzamiento DC Rebirth de 2016, Jurgens escribió Action Comics, y la serie volvió a la numeración previa, comenzando con el número 957. Contribuyó en Action Comics #1000 (junio de 2018) y posteriormente escribió la serie Green Lanterns.

## Vida personal
Jurgens está casado y tiene dos hijos, Quinn Jurgens y Seth Jurgens.

## Premios
- 1994: Premio por Mejor Historieta de la National Cartoonists Society.[33]
- 2013: Premio Inkpot.[34]

### Dark Horse Comics
- Superman vs. Aliens (serie limitada de 1995; historia y bocetos)

### DC Comics
| - 52 #2–11, 24, 35, 43 (2006–2007) - Adventures of Superman (escritor y dibujante, 1989–1991); Annual #1 (lápices, 1987) - Agent Liberty Special #1 (1992) (escritor y artista de portada); con arte por Dusty Abell (dibujante); Jackson Guice, Steve Mitchell y Mike Machlan (entintador) - Aquaman (Vol. 3) #63-75 (escritor, enero de 2000-enero de 2001) - Armageddon 2001 - Batman Annual #9 (1985) (trazo) - Brave and the Bold (Vol. 2) #23 (escritor/artista, 2009) - Booster Gold #1-25 (artista, 1986–88) - Booster Gold (Vol. 2) #1-12, 15-19, 21-31, 44-presente (artista, 2007–2008; escritor/artista, 2009–2010, 2011) - Countdown (escritor y artista de «History of the Multiverse» historias complementarias desde #49-38) - Crisis Aftermath: The Battle For Blüdhaven (miniserie de 2006) (dibujante) - Firestorm: The Nuclear Man (Vol. 3) #33 (abril de 2007) (bocetista) - Flash Gordon #1-9 (miniserie) (escritor/artista, 1989) - Infinite Crisis Secret Files 2006 (bocetista de la historia principal, abril de 2006) - Justice League of America - Metal Men (serie limitada, 1993) (bocetista) - Metamorpho: Year One (escritor y dibujante, #1-2; con Mike Norton (dibujante #3-6) y Jesse Delperdang (entintador)) (serie limitada de 6 números, 2007) | - The New Teen Titans (Vol. 2) #6 (marzo de 1985, dibujante) - Nightwing - Sun Devils (escritor y artista, 1984) - Superman (Vol. 2) (escritor/artista, 1991–1999; escritor, 1991-1999; dibujante, 1991-1995) - Superman 80-Page Giant #1 (febrero de 1999) (dibujante de portada y escritor de historia secundaria) - Superman/Doomsday: Hunter/Prey (serie limitada, 1994; escritor y bocetista) - Superman: The Doomsday Wars - Superman: Day of Doom - Superman: Secret Files (enero de 1998) (escritor y bocetista de la historia principal; dibujante de fichas de personajes) - Superman/Fantastic Four (1999) (escritor y bocetista, con Art Thibert) - Tangent: Superman's Reign #1-12 (serie limitada, 2008) (escritor) - Teen Titans (Vol. 2) - Time Masters: Vanishing Point #1-6 (miniserie, 2010) (escritor/artista) - Titans/Legion of Super-Heroes: Universe Ablaze (2000). Miniserie de 4 números. Escritor y bocetista, con Phil Jiménez. - The Warlord #63–88, 91 (dibujante) (1982–1985) - Zero Hour #0–4 (1994) |

### Marvel Comics
- Captain America (Vol. 3) #25-50 (escritor), #33-50 (dibujante)
- The Sensational Spider-Man (Vol. 1) #0-6 (enero-julio de 1996) (escritor y dibujante)
- Thor (Vol. 2) #1-79 (ayudante); Annual 1999; Annual 2000; Annual 2001

### Valiant Comics
- Solar #46-54 (julio de 1995-diciembre de 1995) escritor/dibujante en #46-50; escritor en #51-54